# لوآنگ پرابانگ

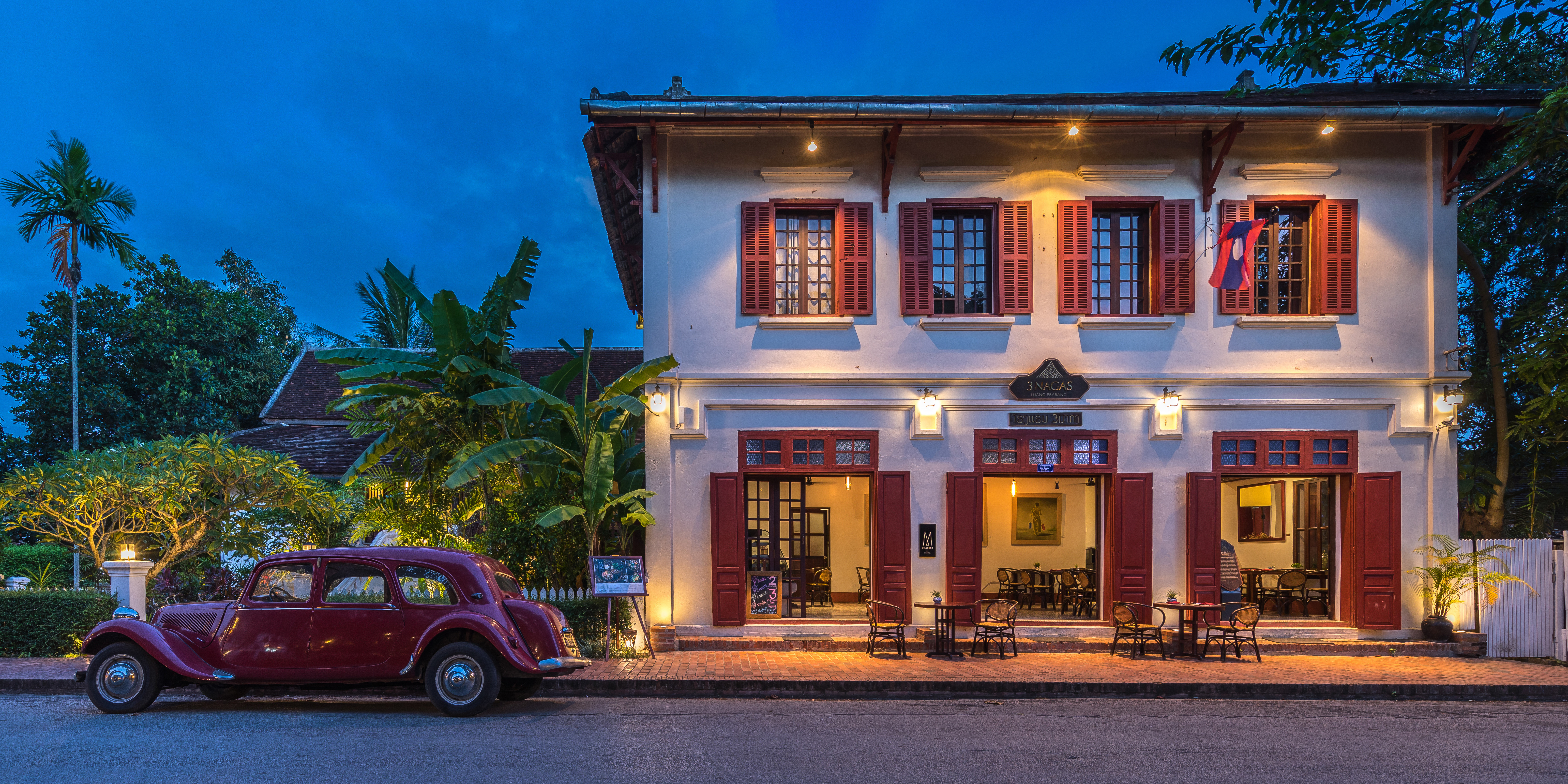
نگاره‌ای در ساعات آبی از نمای بیرونی یک هتل بوتیک در شهر لوآنگ پرابانگ، لائوس.

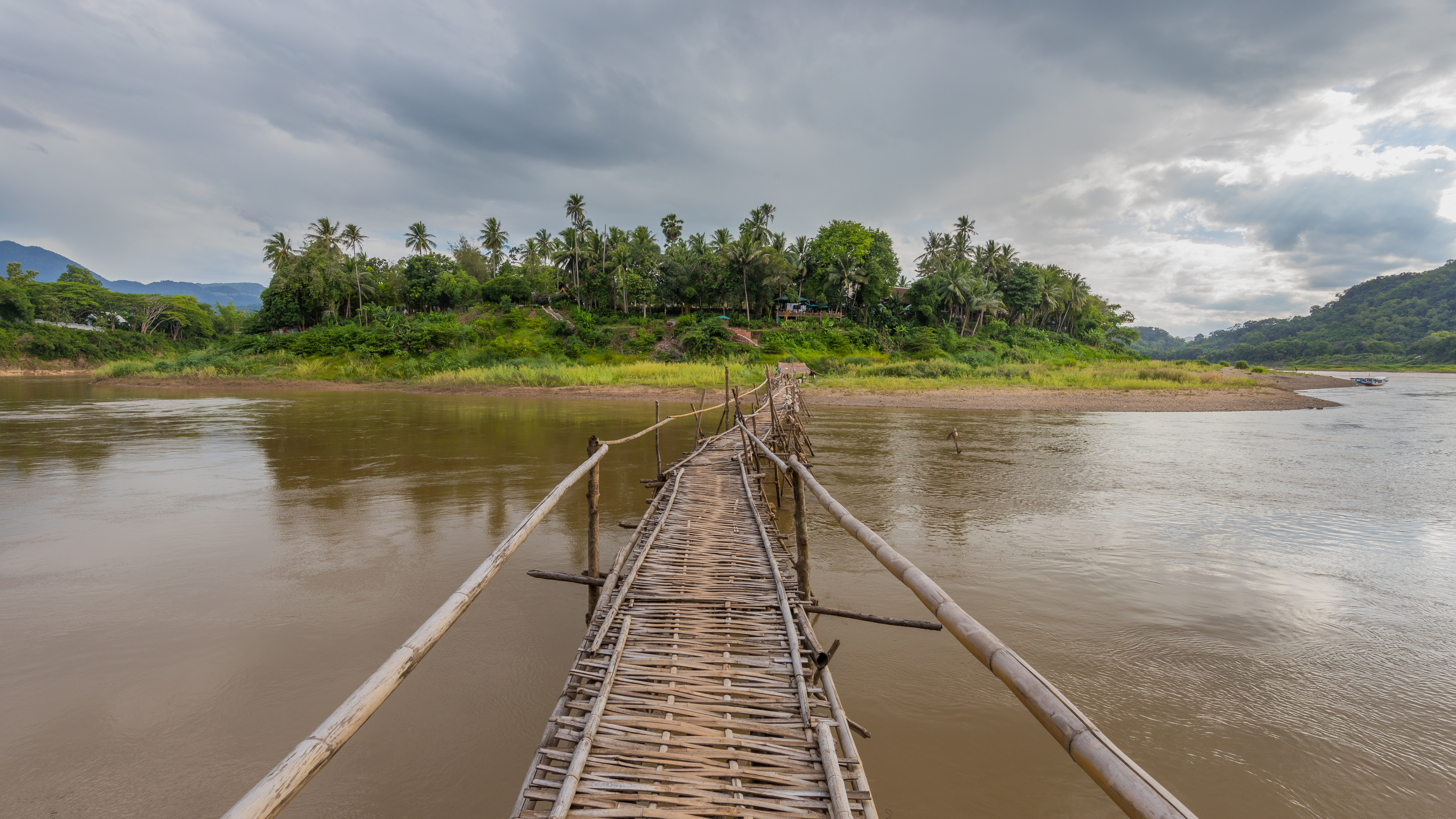
رود نام خان از میان شهر لوآنگ پرابانگ می‌گذرد.

لوآنگ پرابانگ (به لاتین: Luang Prabang) شهری تاریخی در شمال‌مرکز کشور لائوس است که زمانی پایتخت پادشاهی‌های باستانی این سرزمین بوده است. این شهر به‌خاطر معماری سنتی لائو، معابد بودایی و ساختمان‌های دوران استعمار فرانسه شهرت دارد و در سال ۱۹۹۵ در فهرست میراث جهانی یونسکو ثبت شد. یکی از جذاب‌ترین رسم‌های روزانه در آن، راه رفتن صبحگاهی راهبان برای دریافت نذری از مردم محلی است. همچنین آبشارهای کوآنگ‌سی، غارهای پاک‌او و بازار شبانه از جاذبه‌های دیدنی برای گردشگران در این شهر هستند..
این شهر در ارتفاع ۳۰۵ متری از سطح دریا واقع شده و ۵۵ هزار نفر جمعیت دارد. 
لوانگ پرابانگ (به زبان لائو: ຫຼວງພະບາງ، تلفظ: لُواَنگ پَها.باآنگ)، که در گذشته با نام «شیئِنگ تونگ» (ຊຽງທອງ) شناخته می‌شد و گاه با املای «لوانگ فابانگ» یا «لُوانگ‌فابانگ» نیز نوشته می‌شود، مرکز استان لوآنگ پرابانگ در شمال‌مرکز لائوس است. نام آن به‌معنای «پیکره بودای شاهانه» برگرفته از فرا بانگ، پیکره‌ای است که نماد حاکمیت لائوس به شمار می‌رود. در سال ۱۹۹۵، این شهر به‌دلیل ترکیب معماری سنتی لائو، ساختمان‌های دوران استعمار اروپایی و بیش از ۳۰ معبد بودایی، در فهرست میراث جهانی یونسکو ثبت شد. ناحیه حفاظت‌شده این میراث ۳۳ روستا از مجموع ۵۸ روستای منطقه را دربر می‌گیرد، جایی که آیین‌هایی چون مراسم صبحگاهی نذری دادن به راهبان همچنان برگزار می‌شود.

## تاریخ

### پادشاهی‌های دولت‌شهر دواَراواتی
تا سده ششم میلادی، مردم مون در دره رود چااو فرایا، پادشاهی‌های دواَراواتی را تشکیل دادند. در شمال، هاری‌پونجایا (در لامپون) به رقیبی برای دواَراواتی تبدیل شد. تا سده هشتم، مون‌ها به شمال رفته و دولت‌شهرهایی در فا دئت (کالاسین امروزی در شمال‌شرق تایلند)، سری گوتاپورا (سیکوتتابونگ) در نزدیکی تا خک امروزی در لائوس، موانگ سوا (لوانگ پرابانگ) و چانتابوری (وینتیان) ایجاد کردند. در سده هشتم میلادی، سری گوتاپورا (سیکوتتابونگ) بر بازرگانی در سراسر ناحیه میانی رود مکونگ چیره شد. این دولت‌شهرها بودیسم تره‌واده را از راه مبلغانی از سری‌لانکا در منطقه رواج دادند.

### دوره لان زانگ
شیئِنگ دونگ شیئِنگ تونگ از سال ۱۱۸۵ تا ۱۱۹۱ تحت تابعیت جیایاوَرمَن هفتم از خمرها قرار داشت. در سال ۱۲۳۸ شورشی در سوخوتای خمرها را از آنجا راند. در سال ۱۳۵۳، شیئِنگ دونگ شیئِنگ تونگ به پایتخت پادشاهی لان زانگ تبدیل شد. در سال ۱۳۵۹، شاه خمر در آنگکور، فرا بانگ را به دامادش فا نگوم (۱۳۵۳–۱۳۷۳)، نخستین پادشاه لان زانگ، سپرد تا مشروعیت دینی بودایی او و حاکمیت لائوس را تقویت کند. نام پایتخت به لوانگ‌فابانگ تغییر یافت، برگرفته از همان پیکره بودا. در سال‌های ۱۴۷۸ تا ۱۴۸۰، نیروهای ویتنام در جنگ ویتنامی-لائوسی شهر را اشغال کردند.
در سال ۱۷۰۷، لان زانگ بر اثر منازعه‌ای سلطنتی فروپاشید و لوانگ پرابانگ پایتخت پادشاهی مستقل لوانگ پرابانگ شد. با اشغال لائوس توسط فرانسه، فرانسوی‌ها لوانگ پرابانگ را به‌عنوان اقامتگاه سلطنتی لائوس به‌رسمیت شناختند. در دوران استقلال لائوس، شاه لوانگ پرابانگ، سیساوانگ وونگ، رئیس کشور پادشاهی لائوس شد.

### جنگ جهانی دوم
در دوران و پس از جنگ جهانی دوم، لوانگ پرابانگ صحنه رویدادهایی شد و در دوره‌هایی از جنگ، به‌دست کشورهای خارجی افتاد؛ از جمله فرانسه ویشی، تایلند، ژاپن امپراتوری، فرانسه آزاد و چین ملی. پس از جنگ فرانسه-تایلند در ۱۹۴۰–۱۹۴۱، نیروهای تایلندی شهر را از فرانسوی‌ها گرفتند. در ۹ مارس ۱۹۴۵، یک گروه ملی‌گرا لائوس را بار دیگر مستقل اعلام کرد و لوانگ پرابانگ را پایتخت اعلام نمود. در ۷ آوریل همان سال، دو گردان نظامی ژاپنی شهر را اشغال کردند. ژاپنی‌ها تلاش کردند شاه سیساوانگ وونگ را به اعلام استقلال لائوس وادارند، اما او تنها به اعلام پایان وضعیت تحت‌الحمایگی فرانسه بسنده کرد. پس از تسلیم ژاپن، نیروهای فرانسه آزاد در ۲۵ اوت به لوانگ پرابانگ وارد شدند. سپس نیروهای چین ملی‌گرا نیز وارد شده و به خرید محصولات تریاک لائوس پرداختند.

### جنگ داخلی لائوس
در آوریل و مه ۱۹۴۶، فرانسه تلاش کرد با چتربازها، وینتیان و لوانگ پرابانگ را بازپس گیرد و پت‌سارات و وزیران لائو ایسارا را به تایلند و ویتنام براند. در جنگ اول هندوچین، نیروهای ویت‌مین و پاتت لائو چند بار در ۱۹۵۳ و ۱۹۵۴ برای تصرف شهر کوشیدند، اما فرانسوی‌ها آن‌ها را پیش از رسیدن به شهر متوقف کردند.

## گردشگری
از جاذبه‌های طبیعی گردشگری می‌توان به آبشار کوآنگ‌سی، آبشار تات‌سه و غارهای پاک‌او اشاره کرد. در برخی مکان‌ها سواری بر فیل نیز ارائه می‌شود. فوسی، تپه‌ای در مرکز شهر، نمایی به شهر و رودها دارد. در انتهای خیابان اصلی شهر، بازار شبانه‌ای وجود دارد که در آن کالاهایی مانند پیراهن، دست‌بند و سوغات عرضه می‌شود. کاخ سلطنتی هاوخام و وات شیئِنگ تونگ از بناهای تاریخی مهم هستند. همچنین وات هوسیان ووراویهان و دیگر معابد کوچک‌تر در سطح شهر پراکنده‌اند. هر بامداد، راهبان از خیابان‌ها در صفی عبور می‌کنند و مردم نذورات خود را به آن‌ها می‌دهند. دوچرخه‌سواری در داخل شهر یا به‌سوی آبشارها نیز از تفریحات محبوب است. در پایین‌دست رود مکونگ، روستای بان چان (روستای سفال‌گری) با قایق در ۱۵ دقیقه قابل‌دسترسی است.

## خوراک
خوراک‌های محلی عبارت‌اند از: او لام (غذای مورد علاقه مردم لوانگ پرابانگ)، سوسیس لوانگ پرابانگ، موک‌پا (ماهی بخارپز) و کای‌پن که از خزه رود مکونگ تهیه و سرخ می‌شود و با جئو بونگ، سس تند مشهور لوانگ پرابانگ، سرو می‌شود.

## ترابری

### هوایی
شهر دارای فرودگاه بین‌المللی لوانگ پرابانگ است.

### جاده‌ای
لوانگ پرابانگ در مسیر جاده ۱۳ (لائوس) قرار دارد که آن را به وانگ ویِنگ و وینتیان در جنوب و به بوتن در شمال وصل می‌کند. این جاده آسفالت است. از سال ۲۰۱۴، جاده‌ای جدید کاسی (در نزدیکی وانگ ویِنگ) را به لوانگ پرابانگ متصل کرده که زمان سفر را به حدود ۳ ساعت کاهش داده است. اتوبوس‌های روزانه از وینتیان به لوانگ پرابانگ حرکت می‌کنند که ۱۱ تا ۱۳ ساعت در راه‌اند.

### ریلی
از دسامبر ۲۰۲۱، لوانگ پرابانگ در مسیر راه‌آهن وینتیان–بوتن قرار دارد. این خط آهن که موازی جاده ۱۳ کشیده شده، نخستین مسیر اصلی ریلی شمال-جنوب لائوس است که از بوتن در مرز چین تا وینتیان در جنوب امتداد دارد. کل سفر با قطار کمتر از ۳ ساعت طول می‌کشد، درحالی‌که با جاده سه روز به‌طول می‌انجامد.

## آموزش
در این شهر یک مدرسه بین‌المللی فرانسوی به نام «مدرسه فرانسوی‌زبان لوانگ پرابانگ» فعالیت می‌کند.